# Anticarsia albilineata
Anticarsia albilineata är en fjärilsart som beskrevs av George Francis Hampson 1926. Anticarsia albilineata ingår i släktet Anticarsia och familjen nattflyn. Inga underarter finns listade i Catalogue of Life.